# Schiffdorfer Stauschleuse
Die Schiffdorfer Stauschleuse ist ein maritimes Baudenkmal aus dem 19. Jahrhundert an der Geeste in Niedersachsen. Mit der Anschrift Schleusenstraße 200 liegt sie rund drei Kilometer nördlich des Ortszentrums von Schiffdorf im Landkreis Cuxhaven. Als verschließbarer Gewässerdurchlass (Sielschleuse) diente sie 70 Jahre lang als Sperrwerk dem Schutz der Geesteniederung vor Überschwemmungen.

## Geschichte

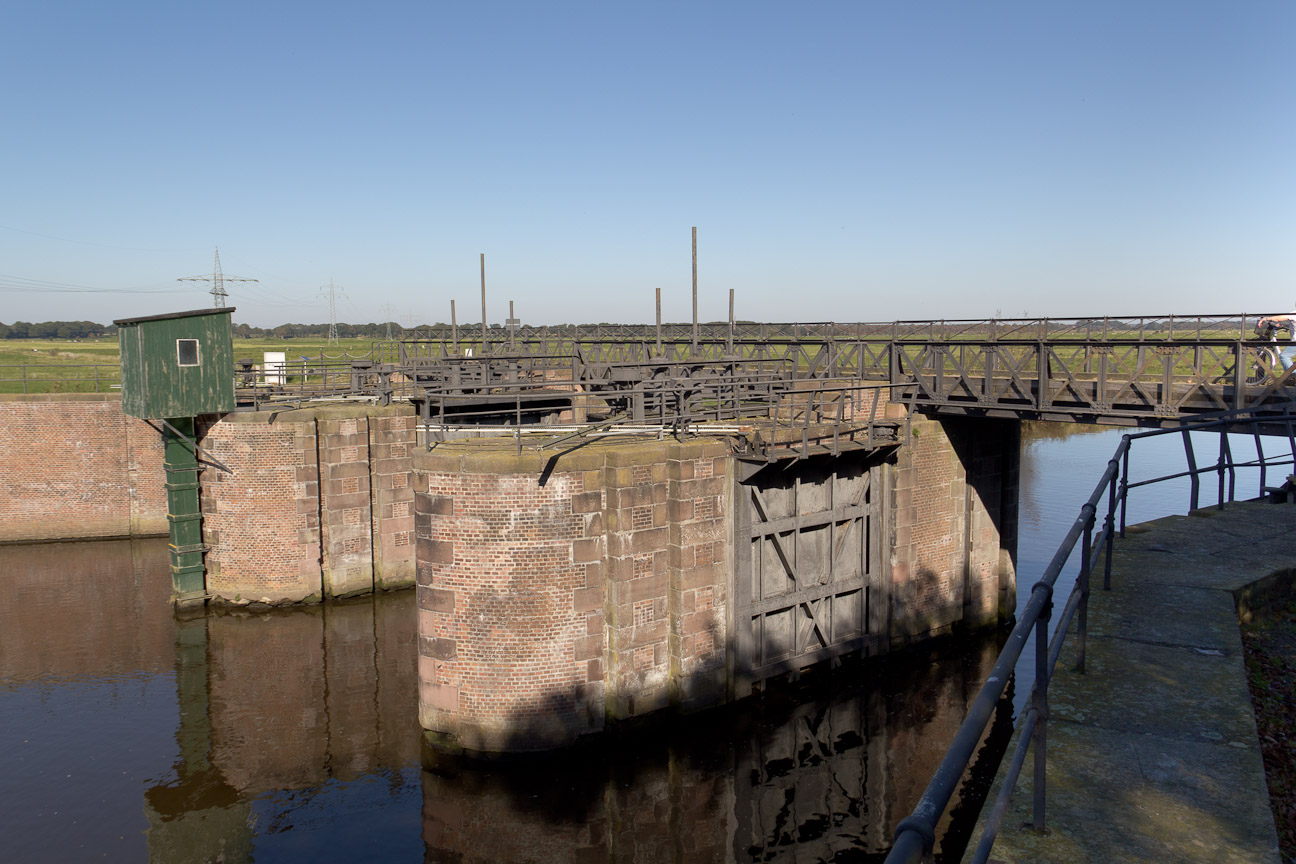
Schiffdorfer Stauschleuse 2011

Das massive Sielbauwerk aus Back- und Sandstein mit drei 8 m breiten Öffnungen, zwei landseitigen Widerlagern, zwei Strompfeilern und drei stählernen Stemmtorpaaren (Fluttore) wurde 1890/92 nach Plänen des Baurats Theodor Hoebel (Geestemünde) gebaut. Sie wurde im Zusammenhang mit einem großen Meliorations- und Entwässerungsprojekt im tidebeeinflussten Bereich der unteren Geeste erforderlich. Technisch ist sie kein Stauwehr mit Kammerschleuse und keine Stauschleuse, sondern eine Sielanlage. Schiffe konnten sie nur bei ablaufendem Wasser passieren, wenn der Wasserstand der Geestemündung den des oberhalb gelegenen Flussabschnittes unterschritten hatte.
1960/63 entstand an der Mündung der Geeste in Bremerhaven die Kennedybrücke und das Sturmflutsperrwerk. 1967 wurde diese Sielschleuse deshalb stillgelegt und steht nunmehr offen. Bis 1999 wurde sie mit der Pegelstation restauriert.
Das Landesdenkmalamt befand u. a.: „… aus geschichtlichen und städtebaulichen Gründen wegen des orts- und technikgeschichtlichen sowie landschaftsbildprägenden Zeugniswerts …“ eintragungswürdig. Die Stauschleuse ist in der Liste der Baudenkmale in Schiffdorf aufgeführt.
Das Schleusenwärterhaus diente jahrzehntelang als Ausflugslokal. Im modernen Anbau wohnte der Schleusenwärter, der die Gaststätte Zur Stauschleuse betrieb. Die erste Brücke über die Schleuse musste 1985 durch eine Holzbrücke ersetzt werden, bei Wiederverwendung des Stahlwerkgeländers.